# Gurkan & Nöten
Gurkan & Nöten (Pickle and Peanut) är en amerikansk animerad actionäventyrs-TV-serie som hade premiär den 7 september 2015 på Disney XD.